# 海曲县
海曲县，古县名。西汉置，治所在今山东省日照市西。属琅邪郡。有盐官。东汉改为西海县。新莽天凤四年（17年）吕母杀县宰起义于此。今有吕母崮，相传即起义之地。 